# Gia Cẩm
Gia Cẩm là một phường thuộc thành phố Việt Trì, tỉnh Phú Thọ, Việt Nam.
Phường Gia Cẩm có diện tích 1,94 km², dân số năm 2018 là 20.131 người, mật độ dân số đạt 7.750 người/km².